# Cerebras Wafer Scale Engine
Cerebras Wafer Scale Engine — экспериментальный многоядерный 16-нм суперпроцессор разработки фирмы Cerebras, предназначенный для выполнения компьютерных программ по параллельным алгоритмам при решении задач машинного обучения и искусственного интеллекта. 
Является самым большим процессором в мире. 
Представлен в августе 2019 года, сервер на базе процессора был продемонстрирован в декабре на конференции Supercomputing 19.

## Характеристики
Процессор представляет собой цельную кремниевую пластину размером 215 x 215 миллиметров и площадью 46 225 мм², изготовленную тайваньской компанией TSMC. Состоит из более чем 1,2 триллиона транзисторов, содержит примерно 400 000 ядер. 
Локальная память SRAM обладает общим размером в 18 гигабайт.
WSE-2 — самый большой, мощный и производительный процессор в мире; 2,6 трлн транзисторов на чипе площадью 46 255 мм² (220x220 мм, примерно в 56 раз больше площади самого крупного графического процессора Nvidia A100).

## Серверы на базе
Сервер на базе процессора CS-1 имеет высоту в 15 RU и имеет 12 сетевых подключений по 100 Гбит/с каждое. В сервер встроена водяная система охлаждения с двумя независимыми насосами. Используется 12 блоков питания суммарной мощностью 20 кВт. 
Для программирования предоставлен графовый компилятор с поддержкой систем разработки нейронных сетей CNTK, Mxnet, PyTorch и TensorFlow.
Первые серверы CS-1 были установлен в Argonne National Labs и Ливерморской национальной лаборатории, США.